# Черная (Никольский район)
Черная — деревня в Никольском районе Вологодской области.
Входит в состав Аргуновского сельского поселения, с точки зрения административно-территориального деления — в Аргуновский сельсовет.
Расстояние по автодороге до районного центра Никольска — 54 км, до центра муниципального образования Аргуново — 12 км. Ближайшие населённые пункты — Корепино, Пичуг, Степшинский.
По переписи 2002 года население — 14 человек.